# Adair megye (Oklahoma)
Adair megye az Amerikai Egyesült Államokban, azon belül Oklahoma államban található. Megyeszékhelye Stilwell. Lakosainak száma 19 495 fő (2020. április 1.). Adair megye Delaware, Sequoyah, Cherokee, Benton, Washington és Crawford megyékkel határos.

## Népesség
A megye népességének változása:
| Lakosok száma | 22 720 | 22 489 | 22 254 | 22 194 | 22 004 | 19 495 |
|               | 2010   | 2011   | 2012   | 2013   | 2015   | 2020   |